# Туя корейская
Туя корейская (лат. Thuja koraiensis) — вид голосеменных растений рода Туя (Thuja) семейства Кипарисовые (Cupressaceae).
В культуре с 1918 года. На территории России известна в оранжерейной культуре.

## Ботаническое описание
В долинах и на склонах растёт в виде дерева высотой до 10 м. На гребнях гор, а также часто в культуре, принимает форму кустарника. Толщина ствола достигает 80 см, кора красно-коричневая.

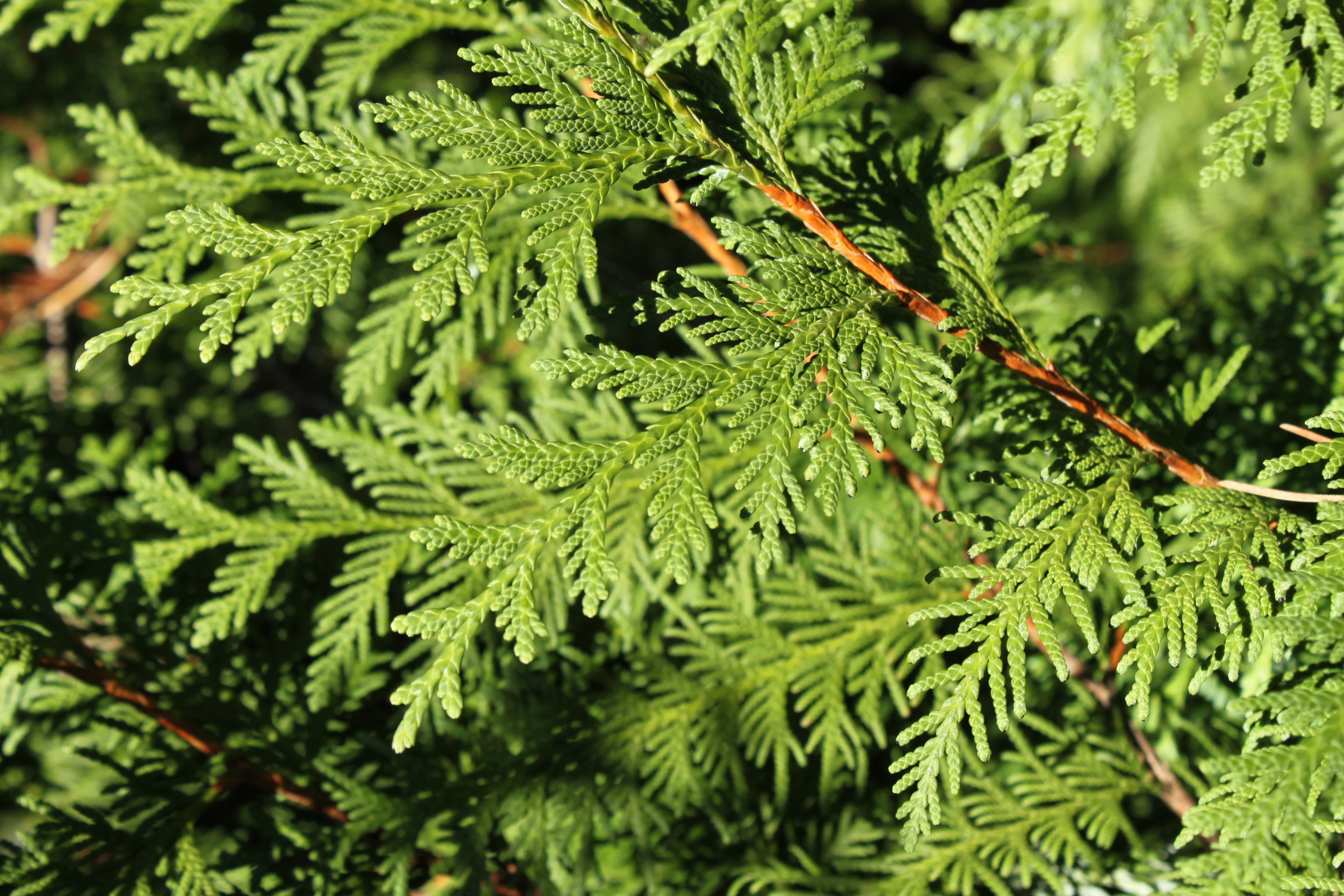
Туя корейская: побеги крупным планом

Побеги сильно сжатые, плоские, сверху светло-зелёные, снизу сероватые. На нижней стороне побегов хвоя нарядная, яркая белоокрашенная, почти серебристая.
Шишки эллиптически овальные, длиной 8 мм, коричневатые. Чешуек 4 пары, две из них без семян.

## Распространение и экология
Встречается в лесах Кореи и Китая (Маньчжуро-Корейские горы).
Китайская популяция туи корейской растёт в условиях холодных и даже суровых зим, поэтому может быть использована для выращивания на территории России до Москвы и Санкт-Петербурга, а также Приморья и Сахалинской области включительно.

## Классификация

### Таксономия
Вид Туя корейская входит в род Туя (Thuja) семейства Кипарисовые (Cupressaceae) порядка Сосновые (Pinales).
|  |                    |  |                                          |                                          |                       |  | ещё 6 семейств | ещё 6 семейств |                   |  |  |  | ещё 4 вида |
|  |                    |  |                                          |                                          |                       |  | ещё 6 семейств | ещё 6 семейств |                   |  |  |  | ещё 4 вида |
|  |                    |  |                                          | порядок Сосновые                         |                       |  |                |                | род Туя           |  |  |  |            |
|  |                    |  |                                          | порядок Сосновые                         |                       |  |                |                | род Туя           |  |  |  |            |
|  | отдел Голосеменные |  |                                          |                                          | семейство Кипарисовые |  |                |                | вид Туя корейская |  |  |  |            |
|  | отдел Голосеменные |  |                                          |                                          | семейство Кипарисовые |  |                |                |                   |  |  |  |            |
|  |                    |  | ещё 13—14 порядков голосеменных растений | ещё 13—14 порядков голосеменных растений |                       |  |                | ещё 29 родов   | ещё 29 родов      |  |  |  |            |
|  |                    |  |                                          | ещё 13—14 порядков голосеменных растений |                       |  |                |                | ещё 29 родов      |  |  |  |            |